# DU Большой Медведицы
DU Большой Медведицы (лат. DU Ursae Majoris) — одиночная переменная звезда в созвездии Большой Медведицы на расстоянии (вычисленном из значения параллакса) приблизительно 288634 световых лет (около 88496 парсеков) от Солнца. Видимая звёздная величина звезды — от +18,6m до +17,7m.

## Характеристики
DU Большой Медведицы — пульсирующая медленная неправильная переменная звезда (L).